# Hannu Rajala
Hannu Jukka Rajala, född 20 januari 1964 i Finland, död 27 november 1987 i Stockholm, var en finsk gitarrist i ett antal hårdrocksband i Finland. År 1985 började han spela med Shock Tilt och flyttade 1987 till Sverige. Han använde artistnamnet Jess Border. Under kvällen den 27 november 1987 blev Hannu Rajala sövd med eter, våldtagen, strypt och styckad av Shock Tilts manager Anders Carlsson. Carlsson dömdes i oktober 1988 till sluten psykiatrisk vård för mordet.